# Centro (Sertãozinho)
Centro de Sertãozinho é como chama-se à região administrada pela Subprefeitura Central, que engloba os bairros Centro, Bela Vista, 5 de Dezembro, e Nova Sertãozinho.

## Principais vias

### Avenidas e ruas
- Avenida Brasília
- Avenida Antônio Pascoal

Praças
- Praça 21 de Abril: A Praça 21 de Abril é um espaço público localizado na área central da cidade de Sertãozinho.O nome da praça é uma homenagem  Tiradentes, que foi executado no dia 21 de Abril de 1792.
- Praça XV de Novembro: A Praça XV de Novembro é uma área verde pública situada na área central da cidade de Sertãozinho, no estado de São Paulo.

## Principais centros comerciais
- Galeria Barão: Galeria Barão é um Mini Center situado na cidade de Sertãozinho, juntamente com o Mini-Shopping Sertãozinho são os únicos centros comerciais ativos na cidade.

## Principais Escolas e Universidades
- Unicastelo

### Escola Anacleto Cruz
Escola Anacleto Cruz foi a primeira escola criada em Sertãozinho no ano de 1901 e se mantem até hoje como escola pública do município. A Escolas está localizada em um ponto muito conhecido na cidade, ao lado do Palácio Ouro Verde, sede da Prefeitura de Sertãozinho.

#### História
Em janeiro de 1895, pouco antes de tornar-se Município, quando Sertãozinho ainda era "freguesia" pertencente a Ribeirão Preto, o vereador Francisco Schmidt, dono de muitas terras, fez uma indicação na câmara de Ribeirão Preto: "indico que seja criada, na freguesia de Sertãozinho, por conta dessa Câmara, uma escola do sexo masculino, visto não existir atualmente naquela localidade, nenhuma escola por esse sexo". Para a sociedade patriarcal dos Barões do café, o ensino das letras aos meninos era fundamental. 
A escola foi instalada precariamente em 21 de fevereiro de 1895 pelo professor Francisco Caetano dos Anjos Gaia e sua filha, a professora Maria dos Anjos Polo Gaia, que vieram da cidade de Ilha Bela.
A primeira escola de Sertãozinho funcionou em várias salas espalhadas pela cidade que se formava no estilo dos povoados de boca do sertão, com casas e barracões dispersos, configurando aos poucos o centro da cidade. 
Este foi o início do que viria a ser o primeiro Grupo Escolar da cidade (atual Escola Municipal de Ensino Fundamental Prof. Anacleto Cruz).
Na virada do século passado, no ano 1900, a nascente cidade de Sertãozinho precisava de um espaço para a construção da nova escola, pois com a chegada de muitas famílias de imigrantes, as salas espalhadas pela vila já não comportavam tantas crianças em idade escolar.
Como a educação era assunto importante, em abril de 1900, o Intendente Aprígio de Araújo, também inspetor literário municipal, solicitou à Câmara de Sertãozinho que se criasse uma verba de trinta contos de réis para que fosse construído o Grupo Escolar e se pagasse 150 mil réis de ordenado a cada professor formado que estivesse exercendo por aqui o magistério.
Em maio de 1900, o Sr. Artur Diederichsen doou uma área de 4.000 m2 (quatro mil metros quadrados) com frente para a rua Caramurú para que fosse construído o primeiro Grupo Escolar da cidade. Área nobre, ao lado da recém instalada Prefeitura Municipal.
Em agosto de 1901 foi criado o Grupo Escolar de Sertãozinho, graças ao esforço de Aprígio de Araújo, do deputado estadual Dr. Fontes Júnior e do então secretário do interior Sr. Bento Bueno.

## Hospitais
- Santa Casa de Misericórdia de Sertãozinho: A Irmandade da Santa Casa de Sertãozinho foi criada em 13 de Maio de 1904. Está localizado na cidade de Sertãozinho.
- Hospital Netto Campelo: O Hospital Netto Campelo é um unidade hospitalar particular na cidade de Sertãozinho. Atende toda a região de Sertãozinho.

## Rios e córregos
- Córrego Sul: Córrego Sul é um córrego que corta a cidade de Sertãozinho, no Interior de São Paulo. Ele é canalizado e faz parte da Avenida Antonio Pascoal.
- Córrego Norte: Córrego Norte é um córrego que corta a cidade de Sertãozinho, no estado de São Paulo.